# Defne Joy Foster
Defne Joy Foster (İncirlik, Adana, 2 de maio de 1979 - Istambul, 2 de fevereiro de 2011) foi uma atriz, apresentadora de TV e VJ turco-americana.